# Fuck her right in the pussy
«Fuck her right in the pussy» (en español: Fóllala justo en el coño), también conocido como FHRITP por sus siglas en inglés, es un eslogan popularizado por varios videos virales publicados en línea en 2014. Los videos mostraban errores ficticios de noticieros de televisión que involucraban la frase; el video original se centró en un reportero de noticias que usaba la frase sin saber que estaba en el aire, seguido de videos que mostraban supuestos incidentes de videobombing que involucraban la frase del mismo nombre en varias estaciones de televisión de Cincinnati por un personaje llamado «Fred».
La frase y sus videos asociados se convirtieron rápidamente en un meme de Internet e inspiraron incidentes de videobombing de la vida real. John Cain, quien creó los videos, reconoció que había podido lucrar con ellos a través de la venta de productos oficiales que llevaban la frase. La atención de los medios a la frase creció en mayo de 2015, donde los incidentes de videobombing en torno a la frase en los noticieros de Toronto y Calgary generaron una discusión sobre si el uso de la frase constituía acoso sexual y humillación pública a las mujeres.

## Historia
La frase se originó a partir de un video falso creado por el usuario de YouTube John Cain en enero de 2014. El video mostraba un blooper ficticio de un noticiero en vivo que cubría la desaparición de Jena Chisholm, nativa de Florence, Kentucky (quien había sido encontrada a salvo en Las Vegas el día anterior a la filmación), que presentaba a un reportero de noticias (interpretado por Cain) en un Hot mic, sin saber que estaba en el aire, diciéndole a su camarógrafo que quería «follarla justo en el coño» si la encontraban.
El video se inspiró en videos de bloopers de noticieros reales que se habían vuelto virales; Cain había considerado la posibilidad de excluir la frase del video, pero sintió que la yuxtaposición de una mujer desaparecida con los deseos sexuales del reportero aumentaba el valor del impacto del video. El video rápidamente se volvió viral una vez que se publicó en YouTube; Cain creía que el video se había «difundido más rápido que el video de noticias del hallazgo de Chisholm».
En respuesta al éxito del video original, Cain comenzó a producir videos adicionales que rodeaban la frase, retratando incidentes ficticios de videobombing que involucraban a reporteros de estaciones de televisión en Cincinnati, Ohio (todos los cuales fueron interpretados por actores). Los videos mostraban a un hombre con capucha identificado como «Fred»; en un video, Fred fue representado interrumpiendo a un reportero de WLWT durante una historia sobre el descarrilamiento de un tren, y en otro, se vio a Fred concluyendo el relato de un testigo presencial sobre un derrame de petróleo durante una entrevista con WKRC-TV con la frase.
Aunque aparentemente realista, el blog de medios Mediaite reconoció inconsistencias en los videos que afectaron su autenticidad, como el uso de presentadores que no trabajan para las estaciones en cuestión (incluida una reacción empalmada de la presentadora del canal Fox News, Megyn Kelly, quien se refirió a la reportera falsa en uno de los videos como Laura Ingle), las reacciones moderadas de los presentadores a las payasadas de Fred, un letrero de la calle y un restaurante en el fondo que señalaba el lugar de filmación en Florencia, en lugar de en Cincinnati como se da a entender por las estaciones retratadas, y que si los videos fueran auténticos, dada la antigüedad de las historias reales, «algún intrépido usuario de Reddit» ya habría llamado la atención sobre ellos. Cain también comenzó a comercializar una línea de productos oficiales, como camisetas, con la frase.

## Impacto
Tras la publicación de los videos de «Fred», «FHRITP» se convirtió en un fenómeno viral más amplio. Cain explicó que había ganado al menos $ 20,000 en un solo mes de las ventas de mercadería de FHRITP argumentando: «estoy completamente capacitado para salir de deudas, comprar un auto nuevo, comprar una casa y mudarse a Orlando, Florida, y todavía me sobra dinero». Los videos inspirarían una gran cantidad de sucesos de la vida real de personas que bombardeaban en vivo a los reporteros de noticias con la frase, muchos de los cuales no sabían que los videos eran en realidad ficticios.
Varios incidentes relacionados con la frase atrajeron la atención de los medios. El 17 de septiembre de 2014, el mariscal de campo los Florida State Seminoles, Jameis Winston, fue suspendido durante la primera mitad del juego de Florida State contra Clemson después de que «varios estudiantes tuitearon» que Winston había gritado «fuck her right in the pussy» mientras estaba parado encima de una mesa en Sindicato de Estudiantes de la Universidad Estatal de Florida. Dos días después, el presidente de la universidad, Garnett S. Stokes, y el director deportivo Stan Wilcox, citando los resultados de una «investigación en curso», anunciaron que Winston sería suspendido por todo el juego.
El 10 de mayo de 2015, una persona que interrumpió un informe en vivo de la reportera de CITY-DT CityNews, Shauna Hunt durante un partido del Toronto FC de la Major League Soccer, con la frase. Provocado por el lenguaje obsceno, Hunt se enfrentó a los hombres cercanos y les preguntó acerca de la frase, que sintieron que era divertida y común. El metraje resultante se volvió viral; Luego del incidente, los propietarios de Toronto FC, Maple Leaf Sports &amp; Entertainment, emitieron un comunicado en el que decían que la compañía estaba «horrorizada de que esta tendencia de comportamiento irrespetuoso llegara a nuestra ciudad, y mucho menos a cualquier lugar cerca de nuestro estadio». MLSE también anunció que tenía la intención de prohibir a cuatro personas de todos sus lugares durante un año. Uno de los hombres abordados por el periodista fue identificado como ingeniero asistente de administración de redes en la empresa de servicios públicos Hydro One, quien tenía un salario de poco más de 107 mil dólares canadienses; el 13 de mayo de 2015, el empleado fue despedido por violar el código de conducta del empleado de Hydro One. En noviembre de 2015, el empleado fue reintegrado luego de un arbitraje de terceros.
En una entrevista con el Toronto Star, Cain afirmó que había recibido un correo electrónico de uno de los hombres entrevistados, afirmando que el incidente fue un montaje. Sintió que la estación «lo estaba haciendo de la manera en que lo haría si estuviera tratando de arruinar FHRITP». Sin embargo, el jefe de noticias de la estación, Dave Budge, negó las acusaciones y afirmó que las reacciones fueron «espontáneas y genuinas» y que «cualquier sugerencia en contrario es absurda». Hunt explicó que el video estaba destinado a «arrojar luz sobre un problema mucho mayor».
El 14 de mayo de 2015, un hombre de Calgary fue acusado de «interrupción» según las leyes provinciales de seguridad vial luego de un incidente en abril, donde le gritó la frase a la reportera de CBC News Meghan Grant mientras conducía junto a ella en la «Milla Roja» de la ciudad. El incidente ocurrió, casualmente, mientras Grant estaba filmando una entrevista para una historia sobre una campaña contra el acoso y otros comportamientos lascivos en la recta final durante los juegos de playoffs de la NHL de Calgary Flames. El 15 de mayo de 2015, se informó que la policía de Halifax, Nueva Escocia, estaba dispuesta a considerar la presentación de cargos en futuros incidentes que involucren a hombres que interrumpen el uso de la frase hacia las mujeres como una forma de humillación pública, justificando las acciones como «violencia sexualizada».
En febrero de 2022, el Star Tribune entrevistó a una reportera de KARE que había sido atacada con la frase en múltiples ocasiones, incluso en un puesto anterior en una estación en Iowa, y por un transeúnte mientras grababa una entrevista por videoconferencia.